# Autapomorphie
Eine Autapomorphie ist in der Biologie – speziell in der Kladistik – ein abgeleitetes (apomorphes) Merkmal, das eine monophyletische Gruppe gegenüber verwandten Taxa auszeichnet. Abgeleitet bedeutet dabei, dass das Merkmal gegenüber den evolutionären Vorläufern neu ist. Als Merkmal kommen sowohl anatomische als auch physiologische oder direkte genetische  Merkmale wie z. B. DNA-Sequenzen in Betracht. Auch der Verlust eines Merkmals kann als Autapomorphie gewertet werden. Ob ein Merkmal als Autapomorphie anzusehen ist, ist Gegenstand der Evolutionsforschung und biologischen Systematik.
Der Begriff Autapomorphie hängt von der betrachteten Ebene des phylogenetischen Systems ab. Eine Autapomorphie als abgeleitetes Merkmal eines Taxons erscheint auf der nächsttieferen Ebene des Systems als Synapomorphie der beiden Schwestergruppen, die dieses Taxon bilden. Auf noch tieferen Ebenen stellt die Übereinstimmung dagegen eine Symplesiomorphie dar.

## Beispiele

### Mensch
Als Beispiel können der Mensch (Homo sapiens) und seine nächsten ausgestorbenen Verwandten (die Hominini) dienen. Die Hominini umfassen die Gattungen Ardipithecus, Australopithecus, Paranthropus und Homo. Autapomorphien dieser Familie sind:
- Verlängerung der hinteren Extremitäten und Umgestaltung zu Laufbeinen
- Umgestaltung der hinteren Füße durch Verlängerung der Mittelfußknochen und Verkürzung der Zehen
- Umgestaltung des Beckens mit Ausprägung der Pfanne des Hüftgelenks zur Aufnahme größerer Lasten
- Umbau insbesondere des weiblichen Beckens durch Vergrößerung der Beckenschaufeln und des Geburtskanals
- Umgestaltung der Hände der vorderen Extremitäten zu Greiforganen (statt zum Klettern) durch Verkürzung der Mittelhandknochen

Diese anatomisch erkennbaren Merkmale hängen mit der Fähigkeit zusammen, über längere Zeit aufrecht zu gehen und zu stehen. Sie lassen sich bei den anderen Vertretern der Überfamilie der Menschenartigen (Hominoidea) nicht finden. Zwar sind auch Gibbons (Hylobatidae) in der Lage, über kürzere Strecken aufrecht zu gehen, bei ihnen sind aber die oben aufgeführten anatomischen Merkmale nicht vorhanden. Auch ältere Fossilien von Affen, die als nahe Verwandte der Vorläufer der Hominini in Frage kommen, zeigen diese Merkmale nicht.

### Bärtierchen
Alle Bärtierchen (Tardigrada) besitzen kalkhaltige Stilette als Mundwerkzeuge. Der Aufbau ist bei allen Arten dieses Tierstamms sehr ähnlich, das heißt, sie können als einander homolog angesehen werden. Stilette kommen zwar auch bei anderen Tieren wie zum Beispiel Insektenlarven oder Fadenwürmern (Nematoda) vor, allerdings unterscheiden sich diese Stilette sowohl im Feinbau als auch in der Entwicklung. Daher können die speziell gebauten Stilettapparate der Bärtierchen als Autapomorphie gewertet werden.

## Unterscheidung von Analogien
Bei der Bewertung von Merkmalen muss bedacht werden, dass durch konvergente Evolution ähnliche (analoge) Organe entstehen können, z. B. Saumflossen bei Kalmaren (Theutida) und Fischen (Pisces) oder das vierkammrige Herz bei Säugetieren (Mammalia) und Vögeln (Aves). Dass es sich bei einem Merkmal um eine Autapomorphie eines Taxons handelt, ist dann wahrscheinlich, wenn es innerhalb des Taxons homolog ist und bei allen nahe verwandten Gruppen nicht auftaucht. Die Wahrscheinlichkeit für eine Homologie steigt mit der Komplexität des Merkmals. 
Eine Autapomorphie kann jedoch auch das Fehlen eines Merkmals sein. Bei fehlenden Merkmalen ist die Beurteilung der Homologie logisch nicht möglich, weil nur vorhandene Merkmale verglichen werden können.

## Verwandte Themen
- Klade
- Apomorphie
- Plesiomorphie
- Homologie